# Primera División de la Liga Central de Football de Santiago 1929
El Torneo de la Primera División de la Liga Central de Football de Santiago 1929 fue la 3.º edición de la primera categoría de la Liga Central de Football de Santiago, competición unificada de fútbol de carácter oficial y amateur de la capital de Chile, correspondiente a la temporada 1929. Se jugó desde el 12 de mayo de 1929 hasta el 5 de enero de 1930.
Su organización estuvo a cargo de la Liga Central de Football de Santiago (LCF) y contó con la participación de once equipos. La competición se disputó bajo el sistema de todos contra todos, en una sola rueda.
El campeón fue Colo-Colo, que se adjudicó su segundo título de la Primera División de la Liga Central de Football de Santiago.
El equipo que descendió a la Segunda División de la LCF fue Sportivo MacKay.

## Antecedentes
Antes de que iniciara la temporada 1929, en la Primera División de la LCF figuraban ocho clubes: Audax Italiano, Brigada Central —denominado en ese año como Carabineros de Chile—, Colo-Colo,  Green Cross, Magallanes, Santiago, Santiago Badminton y Unión Deportiva Española. Por su parte, en la constituida Segunda División, de un total de doce clubes, figuraban Liverpool Wanderers, Santiago National y Unión Sportiva Mac Kay, que luego se integraron a la Primera División.

## Sistema de Campeonato
La competición se jugó bajo el sistema de todos contra todos y en una sola rueda de diez fechas, resultando campeón aquel equipo que acumulase más puntos en la tabla de posiciones.

## Equipos participantes

### Equipos por provincia
| Equipo                   |                       | Ciudad            |
| ------------------------ | --------------------- | ----------------- |
| Audax Italiano           | Provincia De Santiago | Santiago de Chile |
| Carabineros de Chile     | Provincia De Santiago | Santiago de Chile |
| Colo-Colo                | Provincia De Santiago | Santiago de Chile |
| Green Cross              | Provincia De Santiago | Santiago de Chile |
| Liverpool Wanderers      | Provincia De Santiago | Santiago de Chile |
| Magallanes               | Provincia De Santiago | Santiago de Chile |
| Santiago                 | Provincia De Santiago | Santiago de Chile |
| Santiago Badminton       | Provincia De Santiago | Santiago de Chile |
| Santiago National        | Provincia De Santiago | Santiago de Chile |
| Unión Sportiva Mac Kay   | Provincia De Santiago | Santiago de Chile |
| Unión Deportiva Española | Provincia De Santiago | Santiago de Chile |

## Clasificación
| Pos.                                      | Equipo                   | PJ | PG | PE | PP | GF | GC | Dif. | Pts. |
| ----------------------------------------- | ------------------------ | -- | -- | -- | -- | -- | -- | ---- | ---- |
| 1.                                        | Colo-Colo                | 10 | 8  | 1  | 1  | 39 | 18 | +21  | 17   |
| 2.                                        | Carabineros de Chile     | 10 | 7  | 2  | 1  | 35 | 14 | +21  | 16   |
| 3.                                        | Magallanes               | 10 | 6  | 1  | 3  | 29 | 18 | +11  | 13   |
| 3.                                        | Audax Italiano           | 10 | 6  | 1  | 3  | 33 | 22 | +11  | 13   |
| 4.                                        | Santiago                 | 10 | 5  | 1  | 4  | 27 | 25 | +2   | 11   |
| 5.                                        | Unión Deportiva Española | 10 | 4  | 2  | 4  | 21 | 15 | +6   | 10   |
| 6.                                        | Liverpool Wanderers      | 10 | 4  | 0  | 6  | 13 | 24 | -11  | 8    |
| 6.                                        | Green Cross              | 10 | 3  | 2  | 5  | 13 | 28 | -15  | 8    |
| 7.                                        | Santiago Badminton       | 10 | 2  | 3  | 5  | 21 | 25 | -4   | 7    |
| 8.                                        | Santiago National        | 10 | 2  | 1  | 7  | 19 | 38 | -19  | 5    |
| 9.                                        | Unión Sportivo Mackay    | 10 | 1  | 0  | 9  | 6  | 29 | -23  | 2    |
| Última actualización: 20 de julio de 2013 |                          |    |    |    |    |    |    |      |      |

|  |          |
|  | Campeón. |

## Resultados
| Liverpool Wanderers      | 5 : 1 | Santiago National     | Santiago               |                 | 5 de mayo  | 15:30 |
| Unión Deportiva Española | 2 : 0 | Green Cross           | Santa Laura            |                 | 5 de mayo  | 15:30 |
| Brigada Central          | 1 : 5 | Colo-Colo             | Estadio de Carabineros | Enrique Diddier | 12 de mayo | 15:30 |
| Santiago                 | 5 : 0 | Unión Sportivo Mackay |                        |                 |            |       |
| Magallanes               | 2 : 0 | Santiago Badminton    |                        |                 |            |       |

| Unión Deportiva Española | 1 : 2 | Santiago | Santa Laura | Eduardo Huidobro | 19 de mayo | 15:30 |

| Green Cross | 1 : 2 | Unión Sportivo Mackay | San Ramón |  | 26 de mayo | 15:30 |
| Magallanes  | 2 : 0 | Santiago Badminton    | Militar   |  | 26 de mayo | 15:30 |

## Cuadro de resultados
| Equipo               | AI  | CA  | CC  | GC  | LW  | MA  | SM  | SA  | SB  | SN  | UE  |
| -------------------- | --- | --- | --- | --- | --- | --- | --- | --- | --- | --- | --- |
| Audax Italiano       |     | 3:6 | 3:2 | 2:2 | 5:0 | 3:5 | 5:0 | 4:3 | 3:0 | 5:3 | 0:1 |
| Carabineros de Chile | 6:3 |     | 4:5 | 5:0 | 6:0 | 2:1 | 3:0 | 1:1 | 4:4 | 3:0 | 1:0 |
| Colo-Colo            | 2:3 | 5:4 |     | 9:0 | 2:0 | 3:2 | 1:0 | 6:0 | 5:4 | 3:3 | 3:2 |
| Green Cross          | 2:2 | 0:5 | 0:9 |     | 1:0 | 1:4 | 1:2 | 1:4 | 2:2 | 4:0 | 1:0 |
| Liverpool Wanderers  | 0:5 | 0:6 | 0:2 | 0:1 |     | 1:0 | 2:1 | 1:2 | 3:2 | 5:1 | 1:4 |
| Magallanes           | 5:3 | 1:2 | 2:3 | 4:1 | 0:1 |     | 4:0 | 4:3 | 2:0 | 4:2 | 3:3 |
| Mackay               | 0:5 | 0:3 | 0:1 | 2:1 | 1:2 | 0:4 |     | 0:5 | 0:1 | 2:3 | 1:4 |
| Santiago             | 3:4 | 1:1 | 0:6 | 4:1 | 2:1 | 3:4 | 5:0 |     | 2:5 | 5:2 | 2:1 |
| Santiago Badminton   | 0:3 | 4:4 | 4:5 | 2:2 | 2:3 | 0:2 | 1:0 | 5:2 |     | 2:3 | 1:1 |
| Santiago National    | 3:5 | 0:3 | 3:3 | 0:4 | 1:5 | 2:4 | 3:2 | 2:5 | 3:2 |     | 2:5 |
| U. D. Española       | 1:0 | 0:1 | 2:3 | 0:1 | 4:1 | 3:3 | 4:1 | 1:2 | 1:1 | 5:2 |     |

## Campeón
| Santiago de Chile    |
| Colo-Colo 2.º título |